# جوستافو إرميل
جوستافو إرميل (29 مارس 1995 بنوفو هامبورغو في البرازيل - ) هو لاعب كرة قدم برازيلي في مركز الهجوم.

## روابط خارجية
- جوستافو إرميل على موقع قاعدة بيانات كرة القدم.إي يو (الإنجليزية)
- جوستافو إرميل على موقع قاعدة بيانات كرة القدم.إي يو (الإنجليزية)
- جوستافو إرميل على موقع Soccerway.com (الإنجليزية)